# Pisarei e faśö

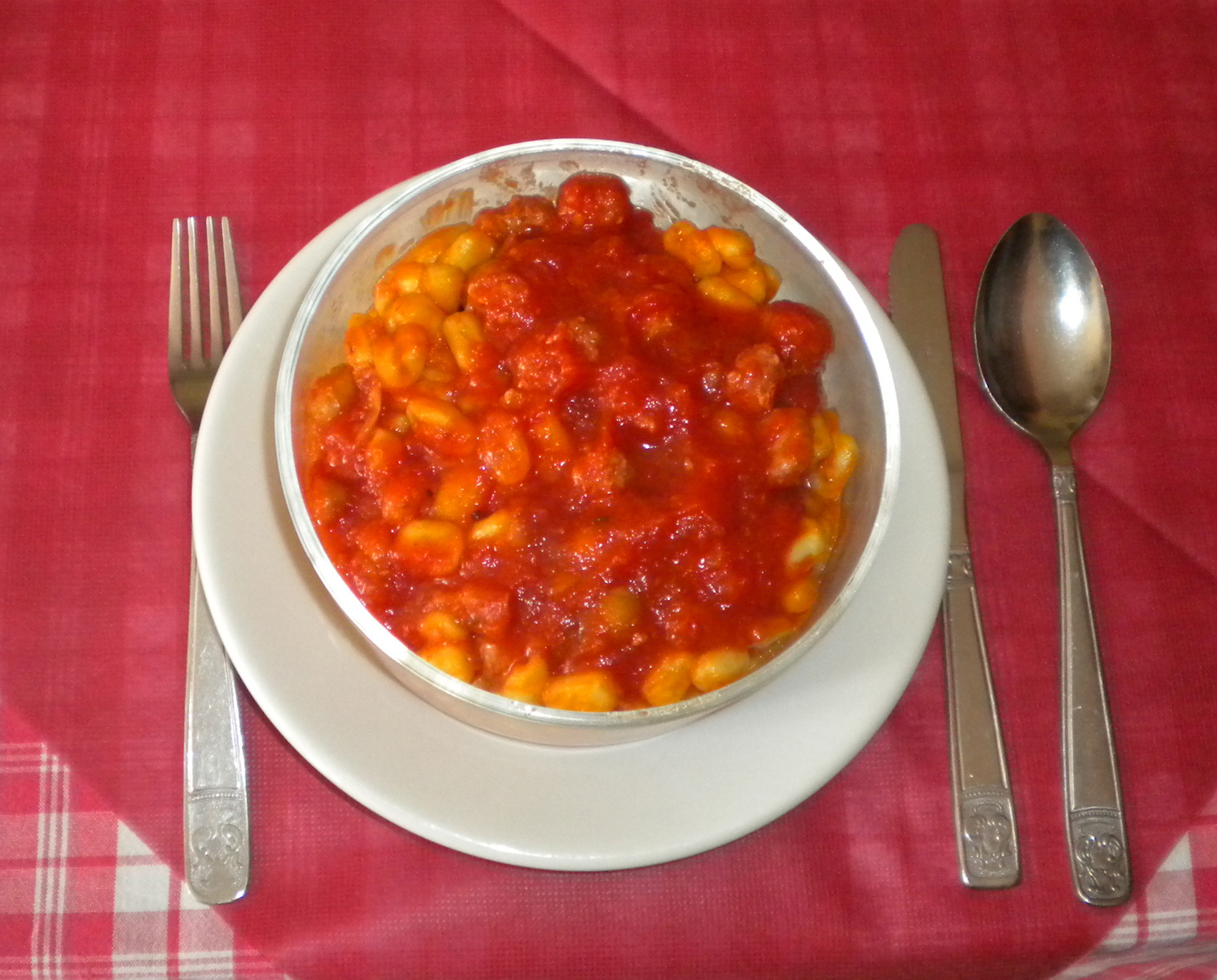
Un piatto di pisarei e faśö

I pisarei e faśö (pronuncia: [pisaˈʁeːi efaˈzø] o [pisaʁˈeːi efaˈzo]), scritto anche pissarei, sono un piatto di pasta tipico della provincia italiana di Piacenza, tra i più conosciuti della cucina piacentina e simbolo della tradizione gastronomica locale. Si tratta di gnocchetti di farina e pangrattato conditi con un sugo a base di fagioli, lardo pesto, cipolla, carota, sedano, cotiche 

## Storia
Il piatto ha origini non confermate: alcune fonti ritengono che risalga al Medioevo, quando i monaci rifocillavano nei conventi del Piacentino i pellegrini in transito sulla Via Francigena e diretti a Roma. Un tempo erano impiegati i fagioli dell'occhio anziché i borlotti e la ricetta non prevedeva la passata di pomodoro, in quanto i fagioli borlotti ed i pomodori furono introdotti in Europa solo successivamente, dopo la scoperta delle Americhe.

## Etimologia
È presumibile che a dare il nome allo gnocchetto sia la sua vaga somiglianza con un piccolo pene, che in dialetto piacentino è chiamato appunto pisarell. Il termine deriva dal verbo onomatopeico pisä, cioè urinare.

## Preparazione
I pisarei sono ottenuti da un impasto di farina, pane grattugiato e acqua, che viene arrotolato a formare dei lunghi cilindri, i quali a loro volta vengono tagliati in pezzetti delle dimensioni di un fagiolo. I pezzi, a loro volta, vengono schiacciati ed arrotolati leggermente su se stessi, perché assumano la forma caratteristica.

## Riconoscimenti
Su proposta della Regione Emilia-Romagna, i pisarei e faśö sono stati inseriti dal Ministero delle politiche agricole alimentari e forestali come uno dei prodotti agroalimentari tradizionali italiani tipici della provincia di Piacenza.